# یان هژبیک
یان هژِبِیک (چکی: Jan Hřebejk زاده ۲۷ ژوئن ۱۹۶۷ در پراگ) یک کارگردان فیلم اهل جمهوری چک است. وی بخاطر فیلم "Divided We Fall" در هفتاد و سومین دوره جوایز اسکار نامزد دریافت جایزه اسکار بهترین فیلم خارجی‌زبان شده‌است

## گزیده فیلمشناسی
- بیگ بیت (۱۹۹۳)
- تدی خرسه (۲۰۰۷)
- بی‌حیا (۲۰۰۸)
- ماه عسل (۲۰۱۳)